# Géographie de la Corrèze
La Corrèze est un département français composé de 280 communes et ayant pour préfecture Tulle. Sa ville la plus peuplée est Brive-la-Gaillarde. Elle est entourée de six départements : la Haute-Vienne au nord-ouest, la Creuse au nord, le Puy-de-Dôme au nord-est, le Cantal à l'est, le Lot au sud et la Dordogne au sud-ouest. Le département ne dispose pas d'accès à la mer ; il a une superficie de 5 857 km2.
Dans sa majorité, la limite du département est tracée par les humains plutôt que par des obstacles naturels.
La Corrèze marque la jonction entre l'Auvergne, le Limousin et l'Aquitaine.

## Régions naturelles et pays traditionnels de la Corrèze
| \| Plateau de Millevaches Plateau du Limousin Les Monédières Xaintrie Bassin de Brive La Vézère La Corrèze La Dordogne \| Carte topographique et localisation des régions naturelles dans le département |
| Plateau de Millevaches Plateau du Limousin Les Monédières Xaintrie Bassin de Brive La Vézère La Corrèze La Dordogne                                                                                      |

La Corrèze a une superficie de 5 857 km2. Elle comporte plusieurs zones d'influences naturelles et/ou historiques :
- Bassin de Brive,
- Causse corrézien,
- Pays d'Ussel,
- Pays d'Uzerche,
- Pays de Tulle,
- Xaintrie,
- Yssandonnais.

Il partage également avec les départements voisins : la Montagne limousine et la Dordogne limousine.

Paysages de Corrèze :
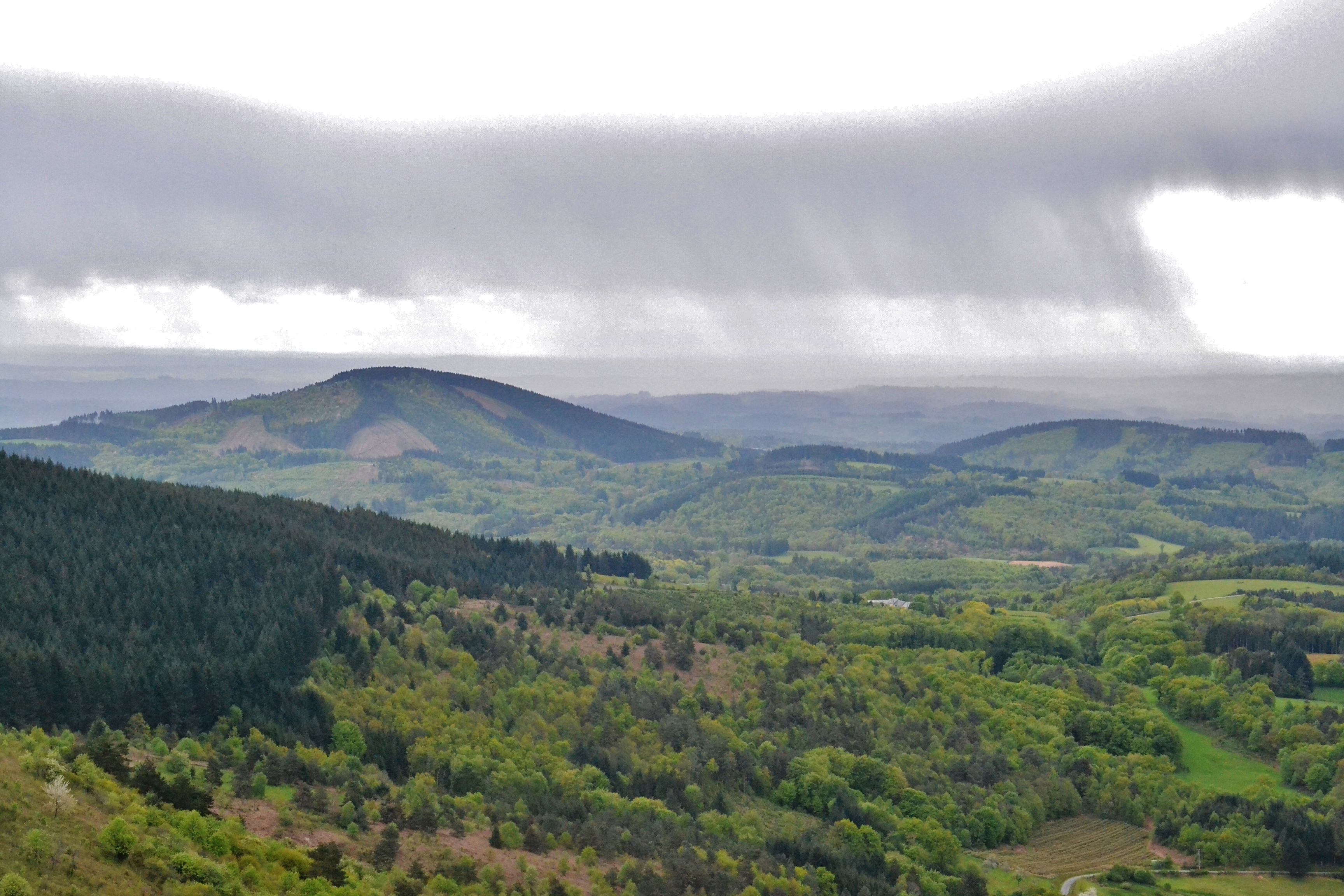
Le sud des Monédières vers Chaumeil, dans le centre-nord.
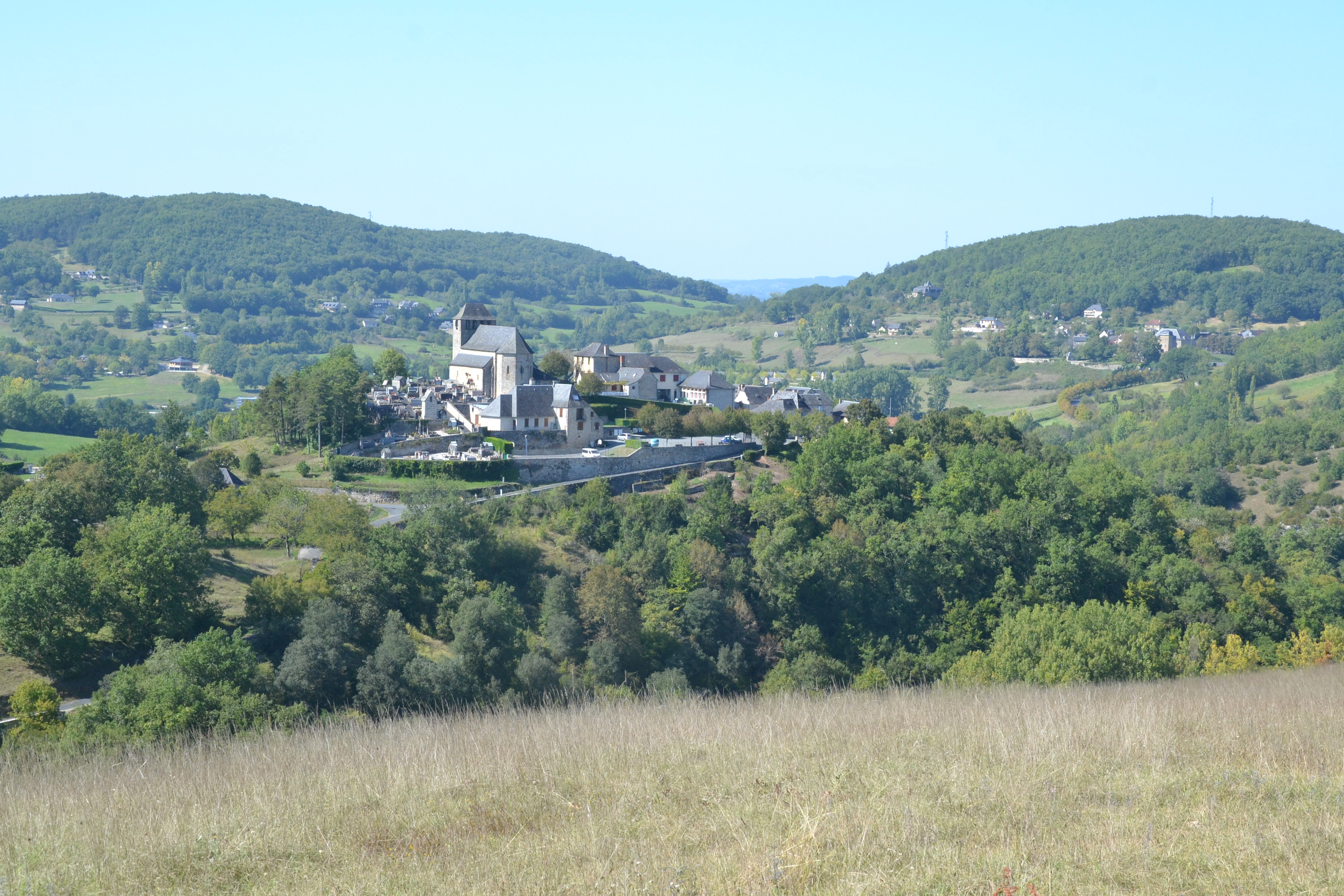
Chasteaux, dans le sud-ouest.
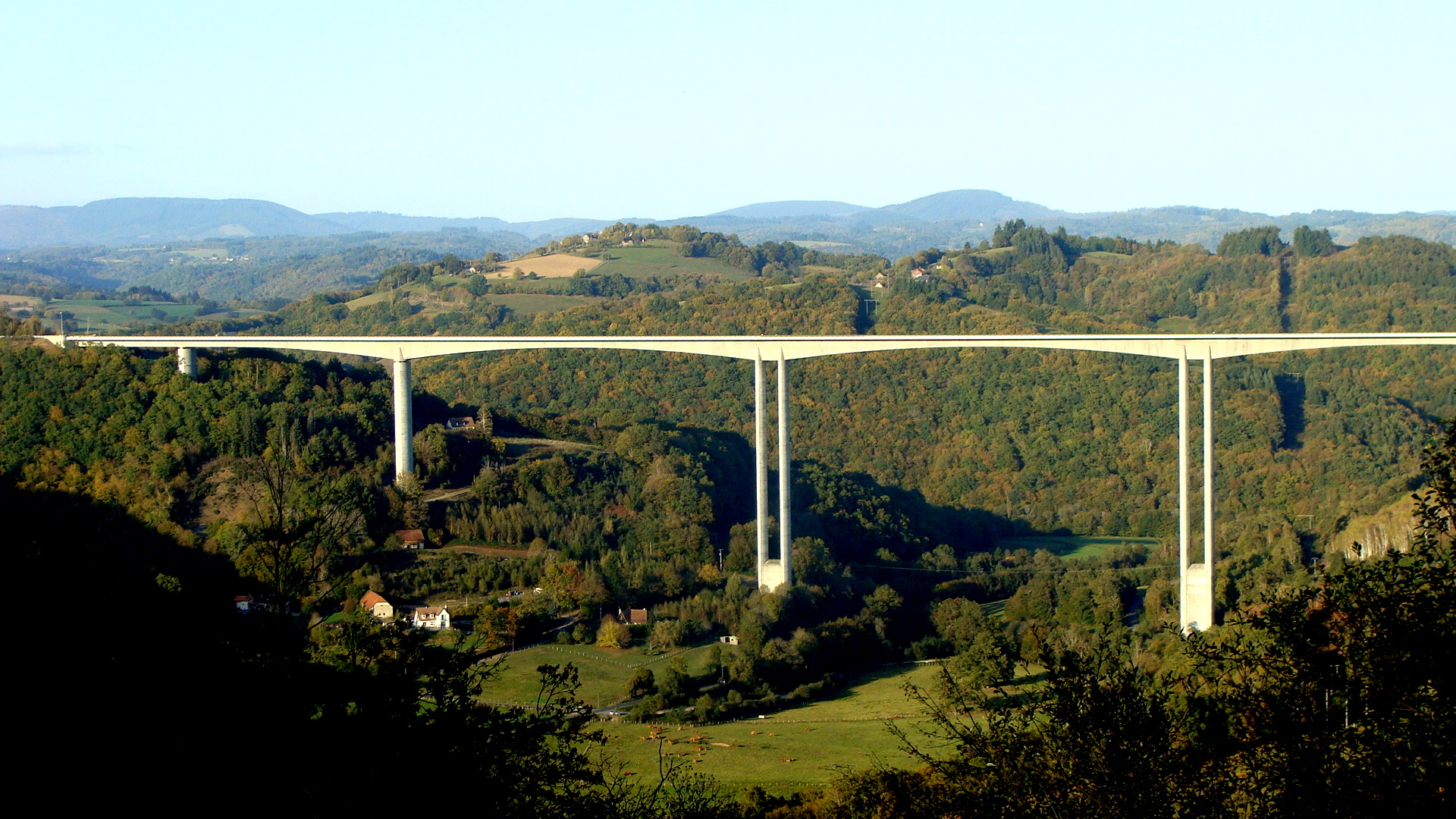
Viaduc des Angles près de Naves, dans le centre.
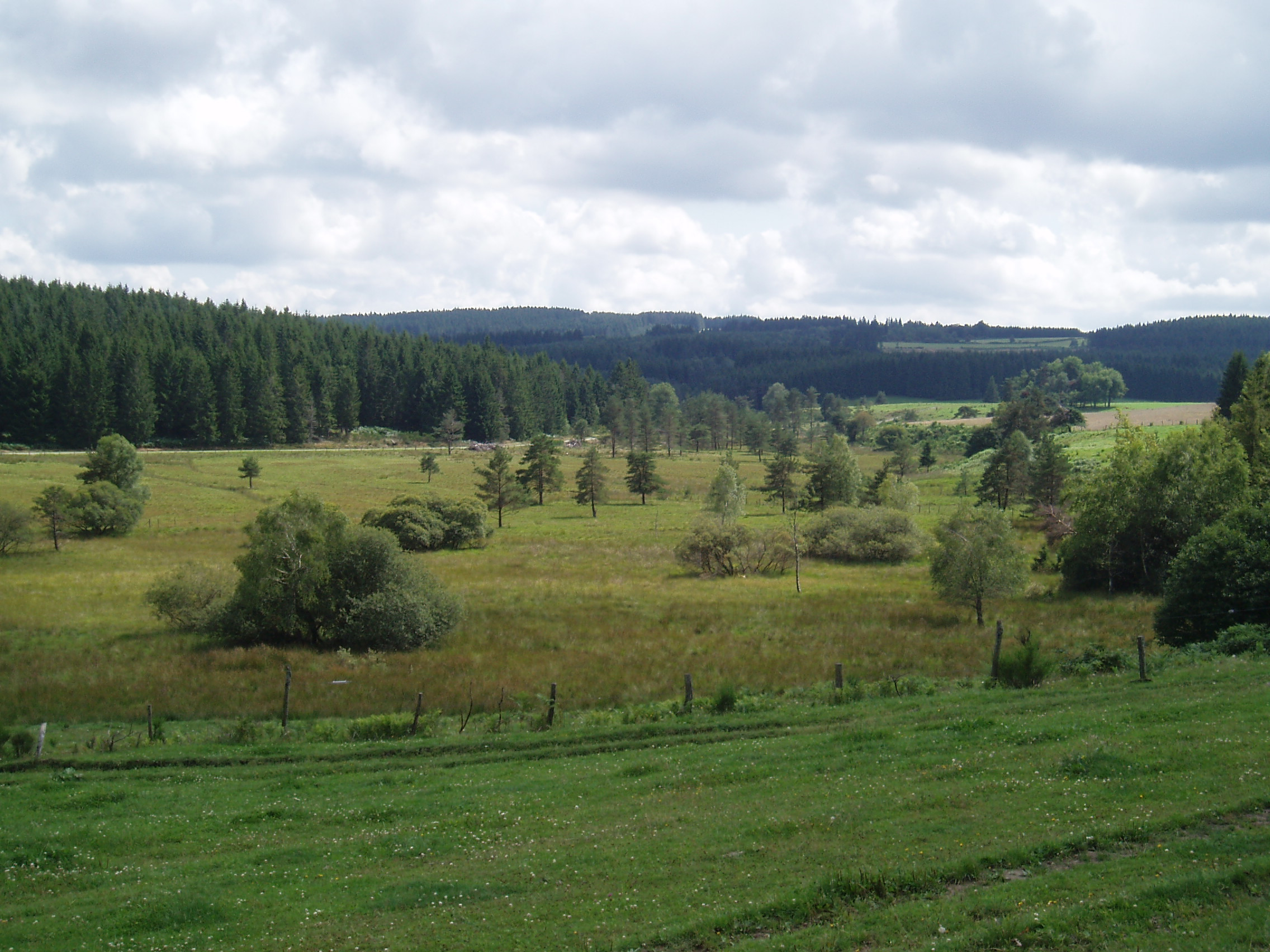
La tourbière du Longéroux sur le plateau de Millevaches, dans le nord-est.

## Géographie physique

### Géologie
La Corrèze, située à la porte du Bassin aquitain, est rattachée au Massif central. Elle est composée de trois zones géologiques différentes : granitique sur la majeure partie de son étendue, gréseuse au sud-ouest, calcaire au voisinage du Quercy.
Des gisements de charbon ont été exploitées à Cublac, Yssandon, Varetz, Saint-Pantaléon, Maussac, Le Lardin, Lapleau et Argentat-sur-Dordogne entre 1769 et 1921.

### Hydrographie

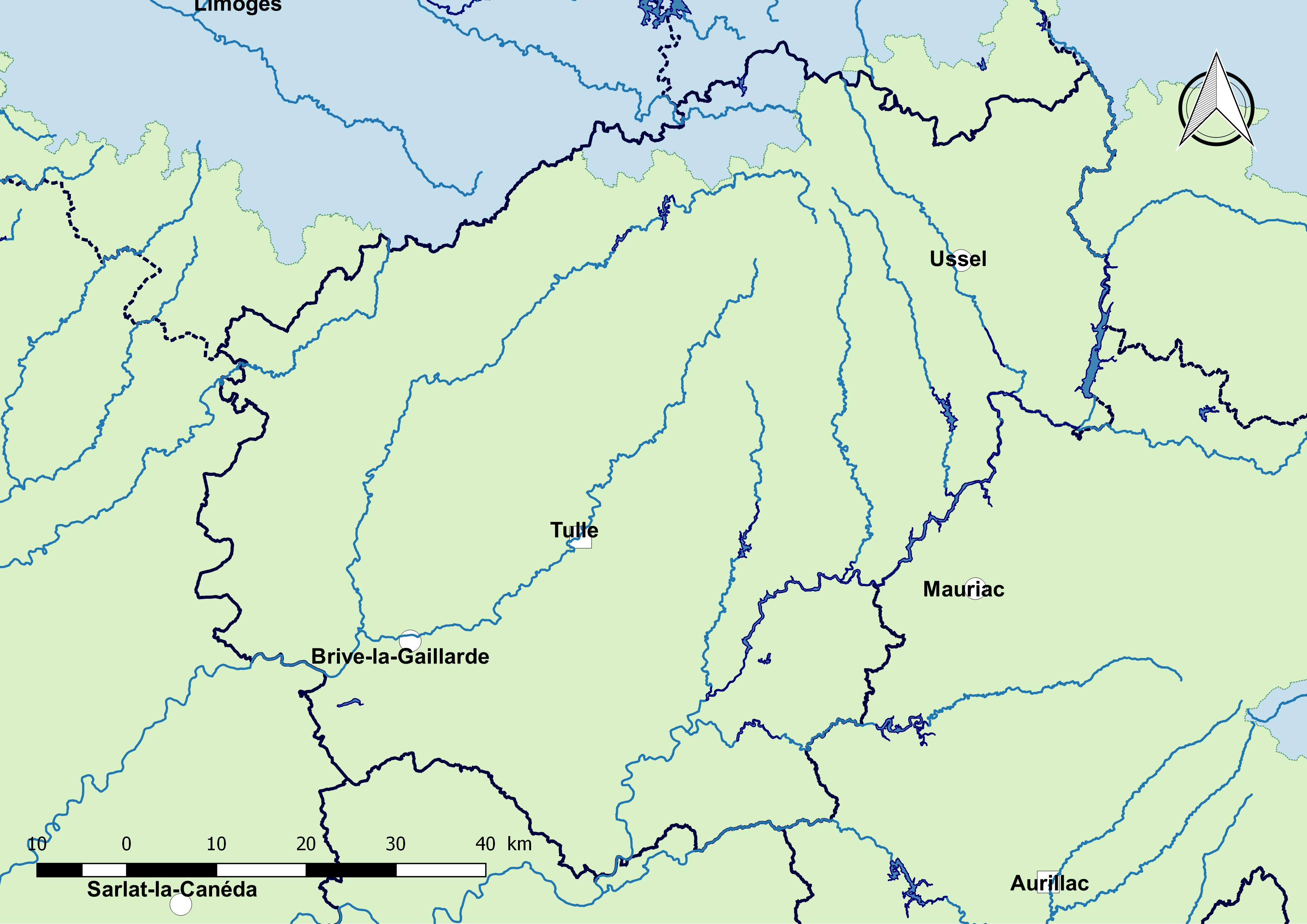
Découpage du département de la Corrèze (France) en bassins hydrographiques.

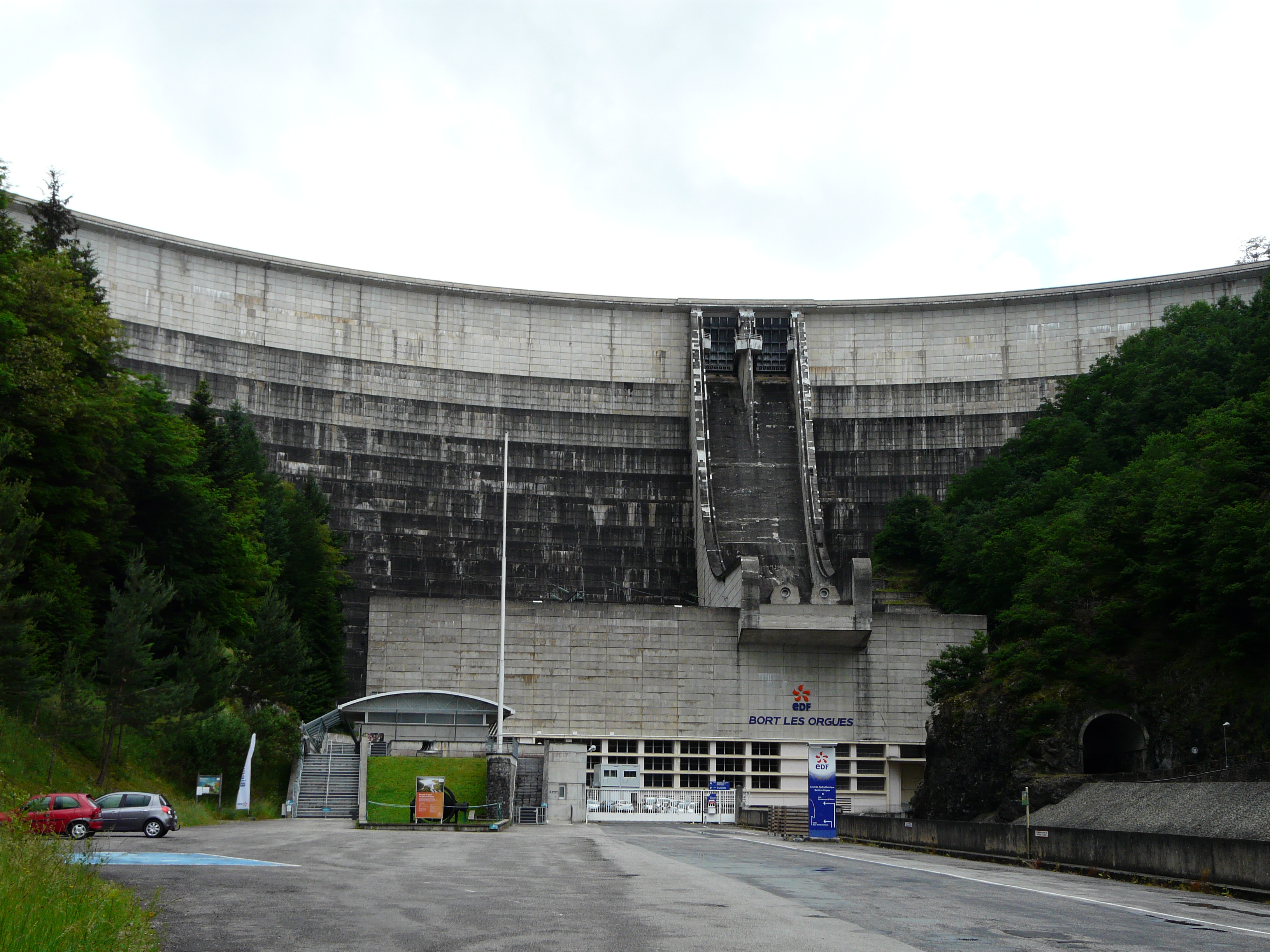
Bort-les-Orgues barrage

Le département de la Corrèze dispose de 5000 kilomètres de cours d'eau variés. Ces cours d'eau sont nombreux (Corrèze, Vézère, Dordogne) et dépendent du réseau hydrographique de la Garonne. Ils connaissent un régime irrégulier, souvent torrentiel, et coulent au fond de vallées encaissées. Le climat de montagne présente déjà certains aspects méridionaux. Il reçoit des influences océaniques sensibles dans le bassin de Brive. Les pentes et vallées tournées vers l'Aquitaine bénéficient de conditions climatiques plus favorables.
La Dordogne et la Vézère drainent l'essentiel des 400 rivières et ruisseaux du département, qui s'étendent sur 5 000 km.

### Relief
Trois types de reliefs s'y rencontrent : la montagne limousine, au nord, avec une altitude moyenne de 800 m (plateau de Millevaches, massif des Monédières); le plateau corrézien sur les 2/3 de sa superficie, bloc massif dont l'altitude varie entre 400 m et 500 m; enfin, le bas pays, formé par la dépression du bassin de Brive. Le point culminant de la Corrèze est le mont Bessou, s'élevant à 977 m d'altitude. Le point le plus bas, dans la dépression du bassin de Brive, est à 87 m d'altitude. L'altitude moyenne du département est de 450 m.

### Climat
Au vu de sa situation géographie, la Corrèze subit différents climats, essentiellement océanique, avec quelques variantes, selon les zones du département :
- La région de Brive-la-Gaillarde a un climat qui se rapproche de celui du bassin aquitain, de type océanique méridional ;
- Le pays de Vézère, proche du Limousin, au nord, présente un climat de type océanique dégradé ;
- La région de Tulle présente un climat de type océanique altéré ;
- Le plateau des Millevache présente un climat montagnard.

### Régions géologiques

#### Plateau de Millevaches
Au nord-est de la Corrèze, le plateau de Millevaches est une chaîne de puys dépassant les 900 m d'altitude. Les sols y sont pauvres et les sources nombreuses. À partir de la fin du XIXe siècle, les arbres résineux y poussent. Le climat y est humide : il s'agit du premier obstacle rencontré par les dépressions océaniques.

#### Moyenne Corrèze et Xaintrie
Les plateaux de la moyenne Corrèze et de la Xaintrie bénéficient d'un climat agréable. Avec un relief relativement uniforme, leurs sols sont pauvres. Trois vallées au climat plus doux traversent les plateaux : la vallée de la Vézère, la vallée de la Corrèze et la vallée de la Dordogne.

#### Bas-pays de Brive
Au sud-ouest du département, le bas-pays de Brive est une dépression périphérique du Massif central. La région est à vocation agricole en raison de ses sols riches et de ses hivers doux et courts.

#### Causse corrézien
Le causse corrézien est un plateau pierreux où l'on trouve de nombreuses cuvettes d'argile.

## Géographie humaine

Carte détaillée du département de la Corrèze avec ses réseau routier et hydrologique principaux

### Utilisation du sol
La Corrèze est un département à vocation agricole: le bassin de Brive s'est spécialisé dans la culture des primeurs et des fruits. La montagne, au sol pauvre, produit du seigle et du sarrasin, tandis que le plateau se consacre à l'élevage bovin.
Le textile, le bois, la métallurgie (manufacture nationale d'armes de Tulle) constituent les principales ressources industrielles du département. De nombreux barrages fournissent de l'énergie hydroélectrique.
Le sous-sol renferme une grande réserve de richesses : ardoises, micaschistes et schistes ardoisiers (4e département producteur), houille, plomb argentifère, tungstène et uranium.

### Infrastructures
Le département est accessible par deux autoroutes françaises : l'autoroute A20, qui relie Vierzon à Montauban, et l'autoroute A89, qui relie Bordeaux (à hauteur de Libourne) à Lyon (Limonest) via Clermont-Ferrand. Plusieurs lignes SNCF sont ouvertes au trafic voyageurs, depuis ou vers la Corrèze. Les gares principales se trouvent à Tulle et à Brive-la-Gaillarde. L'accès aérien est possible, par l'aéroport de Brive-Souillac.